# Duolandrevus palauensis
Duolandrevus palauensis är en insektsart som beskrevs av Otte, D. 1988. Duolandrevus palauensis ingår i släktet Duolandrevus och familjen syrsor. Inga underarter finns listade i Catalogue of Life.